# Fraukensmolen
De Fraukensmolen is een molenrestant te Watervliet, gelegen aan Molenstraat 154.

## Geschiedenis
Deze ronde stenen molen van het type stellingmolen werd gebouwd in 1872. Hij fungeerde als korenmolen.
In 1892 werd een stoommachine geïnstalleerd en sindsdien was er sprake van een korenstoom- en windmolen. In 1924 werden de wieken verwijderd en ging de molen uitsluitend verder met stoomkracht. Niet lang na 1942 werd het maalbedrijf beëindigd.
In 2005 werd de molenromp beschermd als monument.
- Inventaris van het Bouwkundig Erfgoed (Vlaanderen): 59105